# Desembocadura del riu Llastres
La desembocadura del riu Llastres fa de límit entre els municipis de Mont-roig del Camp i Vandellòs i l'Hospitalet de l'Infant. L'espai el constitueix una llacuna de rambla, on es barreja l'aigua dolça del riu i el seu aqüífer amb l'aigua marina de la Mediterrània.
Les comunitats helofítiques que es troben als marges de la llacuna són el canyissar i la jonquera halòfila (hàbitat d'interès comunitari, codi 1410), amb retalls de tamarigars (hàbitat d'interès comunitari, codi 92D0) i de salobrars (hàbitat d'interès comunitari, codi 1420). Damunt els talussos que delimiten la llera del riu hi ha pins blancs (Pinus halepensis) i pins pinyers (Pinus pinea). Al fons de la llacuna litoral, també caracteritzada com a hàbitat d'interès comunitari prioritari (codi 1150), s'hi fan herbassars submergits d'aigües salabroses.
Pel que fa a la fauna, l'espai destaca pel fet d'allotjar una població de fartet (Aphanius iberus), a part d'esdevenir zona de refugi i zona de pas per a diferents ocells migradors.
En línies generals la zona presenta un estat de degradació i abandó considerable degut, entre altres factors a l'abocament no controlat de deixalles i a l'elevada freqüentació de gent a l'espai. Les deixalles es troben per tot arreu. També hi ha abocaments de terres, etc. Aquests factors limiten enormement l'interès i el potencial ecològic d'aquest espai. Una millora ecològica i una ordenació dels accessos incrementaria el seu interès conservacionista. Sembla que des del Ministeri de Medi Ambient s'està actuant en aquest sentit, ja que, a mitjans de l'any 2006, s'havien iniciat obres per l'acondicionament i millora ambiental de la desembocadura del riu Llastres.
La desembocadura del riu Llastres està situada dins de l'espai de la Xarxa Natura 2000 ES5140001 "Litoral meridional tarragoní".